# Jyoti Mistry
Jyoti Mistry (née en 1970) est une réalisatrice,enseignante et chercheuse sud-africaine d'origine indienne. Ses films explorent la complexité de l'identité raciale, du multiculturalisme et du genre dans l'Afrique du Sud contemporaine à travers une approche décoloniale.

## Biographie

### Origines et formation
Jyoti Mistry est née à Durban, en Afrique du Sud, en 1970.
Elle obtient un diplôme en littérature comparée à l'Université du Witwatersrand en Afrique du Sud et une maîtrise et d'un doctorat en études cinématographiques de l'Université de New York aux États-Unis.

### Parcours professionnel et artistique
Mistry enseigne à l'Université du Witwatersrand, Johannesburg, (Afrique du Sud), à l'Université de New York (États-Unis), à l'Université de Vienne (Autriche) à l'Université des sciences appliquées Arcada à Helsinki (Finlande), ainsi qu' à l'école des arts ALLE de l'Université d'Addis-Abeba (Éthiopie).
Jyoti Mistry est artiste en résidence à plusieurs reprises, notamment à la Netherlands Film Academy d'Amsterdam (Pays-Bas), au California College of the Arts à San Francisco (États-Unis) ainsi qu' au Sune Jonsson Centre for documentary photography du Västerbottens Museum (Suède).
Ses œuvres sont présentées dans diverses expositions et galeries internationales, notamment lors de l'exposition AFROPOLIS de Cologne (Allemagne), au Museum der Moderne de Salzbourg (Allemagne), à la Kunsthalle de Vienne (Autriche), et à la Galerie Nationale du Jeu de Paume de Paris (France).
Mistry édite en 2018 le numéro spécial  "Film as Research Tool: Practice and Pedagogy" (Le film comme outil de recherche: pratique et pédagogie) de la revue du Journal of African Cinema.
En 2022, elle est  rédactrice invitée, aux côtés de Lizelle Bisschoff, du numéro spécial "decolonising film education" (Décoloniser l'enseignement du cinema) de la revue Film Education Journal.
Elle contribue à des articles de l' International Journal of Film and Media Arts,  rédigant des critiques de films pour The Criterion Collection et Eurozine. Ses écrits portent également sur les enjeux politiques et économique de " Nollywood ".
Elle co-édite avec Antje Schuhmann, le recueil d'essais Gaze Regimes: Film and Feminisms in Africa (2015),.
De 2017 à 2020, elle est chercheuse principale du projet de recherches interculturelles BRICS (Brésil, Russie, Inde, Chine, Afrique du Sud) portant sur les pratiques de creation d'images (Image-making).
En 2023, son court métrage Cause of Death (2020) a été projeté lors d'un événement intitulé « Science, Body, Anatomy » organisé à la Tate Modern de Londres.
Depuis 2025, Mistry est professeure de cinéma à l' Académie Valand de l'Université de Göteborg, en Suède, et est rédactrice en chef de la Platform of Artistic Research in Sweden (PARSE).

## Distinctions
Les films de Jyoti Mistry sont exposés en avant-première dans des festivals internationaux, dont ceux de Toronto, Winterthour, Rotterdam et de Durban.
Elle  remporte des prix pour ses réalisations au Festival international du court-métrage de Hambourg ainsi qu' au Festival du film d'Ann Arbor. En 2016, elle reçoit le prix d'enseignement de l'Association Internationale des ecoles de cinema (Association of International Film Schools Teaching Award).
En 2019, elle est membre du jury de la compétition officielle du 42e édition Festival international du film de Göteborg (GIFF).

## Filmographie
- Yoni (1997)[1]
- We Remember Differently (2005)[16]
- I Mike What I Like (2006)[16], a spoken word film based on a screenplay[17],[18]
- Le loeuf sur le toit (2010), premiered at the Durban International Film Festival[19]
- 09:21:25 (2011)[20]
- Impunity (2014)[20]
- When I Grow Up I Want to Be a Black Man (2017)[20]
- Cause of Death (2020), premiered at the Berlinale International Film Festival[21] and was awarded Best International Short Film at the Hamburg International Short Film Festival and the Austrian Short Film Award[22]
- Loving in Between (2023), was awarded the No. 1 African Film Award at the Ann Arbor Film Festival

## Note et Références